# Metadone nella tossicodipendenza
Il metadone è usato, nella tossicodipendenza, per la prevenzione delle sindromi da astinenza da oppioidi, perché vanta un esordio e una intensità della sindrome meno violenta e intensa, con sintomi che tendono a scomparire nell'arco di 7-10 giorni.
Ciò permette di utilizzarlo nel trattamento delle dipendenze fisiche da oppioidi e nella disintossicazione di queste inducendo minore dipendenza fisica.
Usato illegalmente o impropriamente, il metadone è uno dei farmaci più pericolosi. Negli USA, dove viene spesso abusato, si sono verificati aumenti  dei casi di overdose da metadone. Infatti, negli USA il farmaco esiste in compresse ed è spesso utilizzato in modo improprio da parte del paziente o può essere venduto per strada da trafficanti di droga.

## Storia
Il metadone è stato sintetizzato nel 1939 nei laboratori della I.G. Farbenkonzern, una sussidiaria della Farbwerke Hoechst, a Francoforte, in Germania. Ma solo nel 1967 è stata dimostrata la sua efficacia nel trattamento della dipendenza da oppioidi, al termine di una sperimentazione di due anni condotta alla Rockefeller University di New York da Vincent Dole e Marie Nyswander.

### Rilevamento nei liquidi biologici
Il Metadone e il suo principale metabolita, EDDP, sono misurati nelle urine per determinare l'esito di un test anti-droga, nel plasma o nel siero per confermare una diagnosi di avvelenamento in ospedale, o nel sangue intero per assistere a una indagine forense o altre violazioni penali o di un caso di morte improvvisa.

### Mortalità
Negli Stati Uniti, le morti legate al metadone sono più che quadruplicate nel quinquennio tra il 1999 e il 2004. Secondo l'US National Center for Health Statistics, nonché una serie nel 2006 (West Virginia) nella Charleston Gazette, il metadone avrebbe contribuito a 3.849 morti nel 2004. Quel numero è salito da 790 nel 1999. Circa l'82% di queste morti sono stati indicati come accidentali, e la maggior parte dei decessi coinvolti combinazioni di metadone con altri farmaci (in particolare benzodiazepine).
Nel 2006, l'amministrazione statunitense Food and Drug Administration ha emesso una cautela sul metadone, dal titolo "Usa Metadone per il controllo del dolore può portare alla morte." La FDA ha inoltre rivisto il foglietto illustrativo del farmaco. Il cambiamento cancellato precedenti informazioni circa la dose abituale per gli adulti. La Gazzetta Charleston riferito, "Il linguaggio antico sulla 'dose per adulti solito' era potenzialmente mortale, secondo gli specialisti del dolore".

#### Alla guida
Il trattamento con metadone può alterare la capacità di guida.  Tuttavia, ci sono stati diversi studi verificare la capacità dei pazienti di mantenimento con metadone da guidare.

### La tolleranza e dipendenza
Come con altri farmaci oppioidi, tolleranza e dipendenza possono svilupparsi con un uso cronico. Vi è qualche evidenza clinica che la tolleranza per l'analgesia con metadone è inferiore rispetto ad altri oppioidi, questo sembra essere dovuto alla sua attività a livello del recettore NMDA. La tolleranza per i diversi effetti fisiologici del metadone è molto variabile, l'analgesia e la blanda euforia collegate all'uso della sostanza diminuiscono più o meno rapidamente in una parte dei pazienti, mentre altri effetti fisiologici, come la costipazione, non regrediscono quasi mai in pazienti che sperimentano determinati effetti collaterali.

## Astinenza
Sintomi fisici
- Sensazione di testa vuota
- Lacrimazione
- Rinorrea
- Sbadiglio
- Starnuti
- Nausea
- Vomito
- Diarrea
- Prurito gravi
- Febbre
- Sudorazione
- Brividi
- Tremori
- Acatisia
- Tachicardia
- Dolore e dolori, spesso in corrispondenza delle articolazioni e / o delle gambe
- Dolore sensibilità elevata
- Pressione sanguigna elevata
- Depressione respiratoria (può essere fatale tra 2-4 ore)

Sintomi cognitivi
- Ideazione suicidaria
- Suscettibilità al Craving
- Umore depresso
- Depressione respiratoria (può essere fatale tra 2-4 ore)
- Orgasmo spontaneo
- Insonnia prolungata
- Delirium
- Allucinazioni uditive e visive
- Aumento della percezione degli odori
- Marcata diminuzione della libido e del desiderio sessuale
- Agitazione psicomotoria
- Ansia grave
- Disturbo di Panico
- Paranoia
- Psicosi

### Linee guida
1. (NL) Westra M, de Haan HA, Arends MT, van Everdingen JJ, Klazinga NS, [Guideline 'Medicinal care for drug addicts in penal institutions'], in Ned Tijdschr Geneeskd, vol. 153, 2009,  pp. A726, PMID 20051159.
2. (ES) Miró JM, Torre-Cisnero J, Moreno A, et al., [GESIDA/GESITRA-SEIMC, PNS and ONT consensus document on solid organ transplant (SOT) in HIV-infected patients in Spain (March, 2005)], in Enferm. Infecc. Microbiol. Clin., vol. 23, n. 6, 2005,  pp. 353–62, PMID 15970168.
3. (FR) Michel L, Maguet O, [Guidelines for substitution treatments in prison populations], in Encephale, vol. 31, 1 Pt 1, 2005,  pp. 92–7, PMID 15971645.
4. Barry J, Bourke M, Buckley M, et al., Hepatitis C among drug users: consensus guidelines on management in general practice, in Ir J Med Sci, vol. 173, n. 3, 2004,  pp. 145–50, PMID 15693384.
5. Fiellin DA, Barthwell AG, Guideline development for office-based pharmacotherapies for opioid dependence, in J Addict Dis, vol. 22, n. 4, 2003,  pp. 109–20, PMID 14723481.
6. Yoast R, Williams MA, Deitchman SD, Champion HC, Report of the Council on Scientific Affairs: methadone maintenance and needle-exchange programs to reduce the medical and public health consequences of drug abuse, in J Addict Dis, vol. 20, n. 2, 2001,  pp. 15–40, DOI:10.1300/J069v20n02_03, PMID 11318395.

### Testi
- Carlo Barbera, Giuseppe De Carlo e Luca De Carlo, Testo unico di pubblica sicurezza, Maggioli Editore, 2008,  pp. 786–, ISBN 978-88-387-4029-9.
- Umberto Nizzoli, Trattato completo degli abusi e delle dipendenze, PICCIN, 2002,  pp. 753–, ISBN 978-88-299-1648-1.
- Marcello Cesa Bianchi, Aspetti psicologici della tossicodipendenza in una metropoli: ricerche su l'adolescente, la famiglia, il medico, Editoriale Jaca Book, 1987,  pp. 200–, ISBN 978-88-16-95031-3.
- Celeste Franco Giannotti, Dipendenze: la qualità della cura nei servizi, FrancoAngeli, 2003,  pp. 171–, ISBN 978-88-464-5102-6.
- G. Strepparola, Curare gli eroinomani: l'uso del metadone nel panorama italiano ed europeo, FrancoAngeli, 2005,  pp. 23–, ISBN 978-88-464-6505-4.
- Luca Fazzi e Antonio Scaglia, Tossicodipendenza e politiche sociali in Italia, FrancoAngeli, 2001,  pp. 115–, ISBN 978-88-464-2945-2.
- Paolo Rigliano, Piaceri drogati. Psicologia del consumo di droghe, Feltrinelli Editore, 2004,  pp. 166–, ISBN 978-88-07-81790-8.
- Mauro Cibin e G. P. Guelfi, Il trattamento con metadone, FrancoAngeli, 2004,  pp. 239–, ISBN 978-88-464-5604-5.
- Giorgio Pietrostefani, Il sistema droga. Per capire le cause e punire di meno, Editoriale Jaca Book, 1998,  pp. 164–, ISBN 978-88-16-28050-2.
- (EN) Joyce H. Lowinson, Pedro Ruiz e Robert B. Millman, Substance abuse: a comprehensive textbook, Lippincott Williams & Wilkins, 2005,  pp. 1246–, ISBN 978-0-7817-3474-5.
- (EN) Cath Harrison e Alan Gibson, Practical Neonatology for MRCPCH and Beyond[collegamento interrotto], Churchill-Livingston, 25 settembre 2009,  pp. 28–, ISBN 978-0-443-07070-9.
- (EN) Harold E. Doweiko, Concepts of Chemical Dependency, Cengage Learning, 2009,  pp. 389–, ISBN 978-0-495-50580-8.
- (EN) Kathleen M. King, Methadone-Associated Overdose Deaths: Factors Contributing to Increased Deaths and Efforts to Prevent Them, DIANE Publishing, June 2010, ISBN 978-1-4379-1471-9.